# Automoto (émission de télévision)
Ne doit pas être confondu avec Auto Moto.
Auto Moto est une des premières émissions de télévision françaises hebdomadaires consacrées à l'automobile et à la moto diffusée sur la chaîne généraliste française TF1.

## Historique
Automoto est la plus ancienne émission de TF1, et est l'une des émissions de télévision bénéficiant de la plus grande longévité dans le paysage audiovisuel français, juste devant Thalassa.
Elle a été créée le 11 janvier 1975 par Jacques Bonnecarrère, Jean-Pierre Chapel, Georges de Caunes et Jacques-Virgile Villa sous le nom de Auto-moto 1, reformatée par Charles Villeneuve en 2004. C’est une émission sur la moto qui avait été proposée au départ par Jean-Pierre Chapel, et Jean Louis Guillaud, patron de TF1, avait décidé d’y ajouter l’auto. Initialement elle est diffusée le samedi en fin d’après midi, à 18 heures 30. En 1987 elle rejoint la grille du dimanche matin avec une diffusion de 10 h 10 à 10 h 50.

### Présentation de l'émission

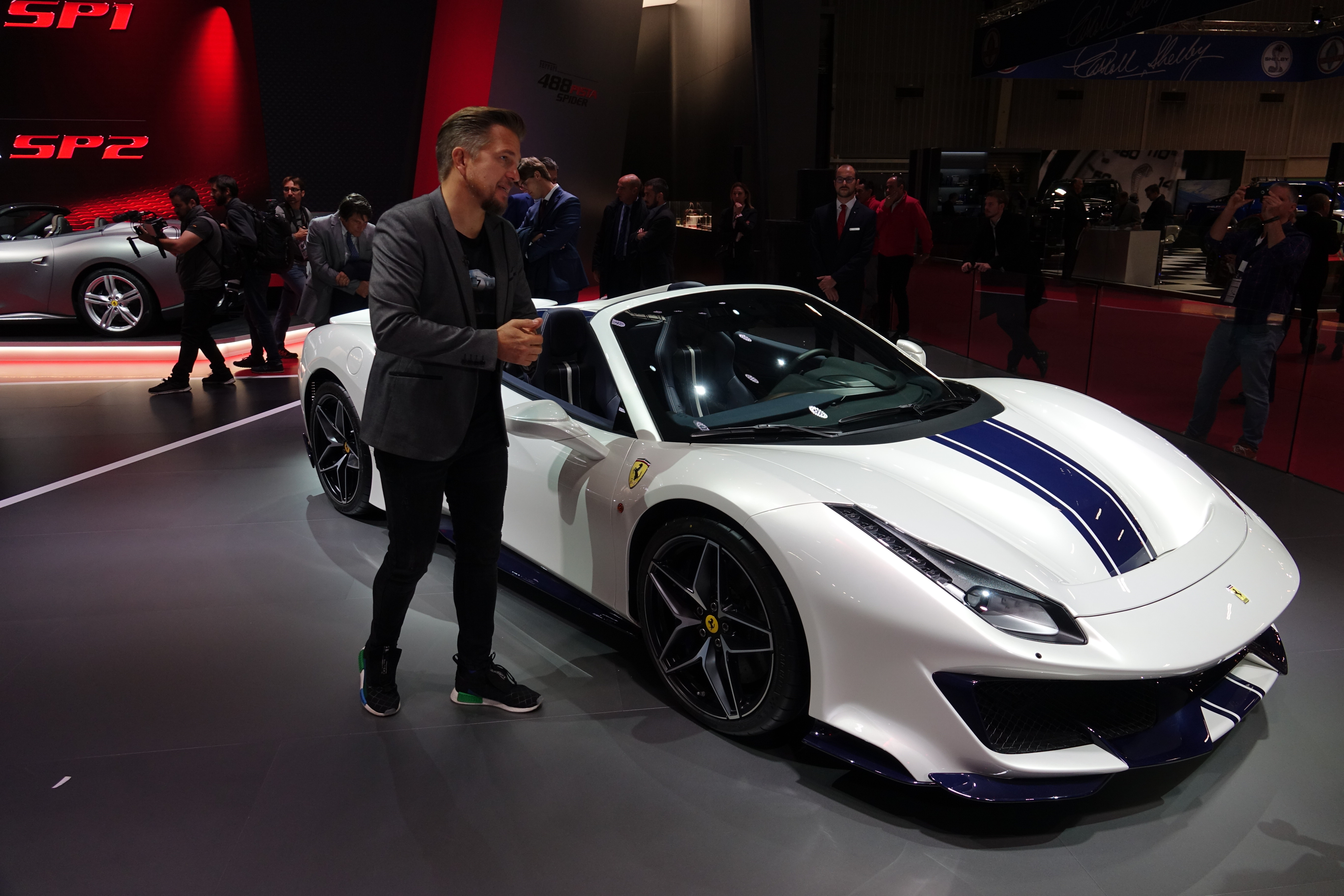
Présentation de la Ferrari 488 Pista au Mondial de l'auto 2018 par Jean-Pierre Gagick pour Automoto.

En 2005, Marion Jollès rejoint l'équipe de présentateurs de l'émission ; elle est responsable de la partie sport automobile.
À partir du mois d'août 2007, Thomas Sénécal est remplacé à la présentation de la quotidienne dominicale par Céline Géraud accompagné de Jerôme Chont pour le Journal Automoto,.
De septembre 2008 à mars 2012, l'émission est présentée par un trio composé de Marion Jollès, Jerôme Chont et Jean-Pierre Gagick (journaliste de l'émission depuis 2006).
Elle est ensuite présentée par le duo Denis Brogniart et Marion Jollès du 11 mars 2012 à juin 2013, puis par Denis Brogniart seul de la rentrée 2013 à décembre 2017, remplacé ponctuellement par Marion Jollès ou Jean-Pierre Gagick.
De janvier 2018 à juillet 2020, la présentation est assurée par Denis Brogniart, ponctuellement remplacé par Jean-Pierre Gagick. Marion Jollès-Grosjean ne présente plus que les Spécial F1, lors des Grand-Prix de France, de Monaco (2018, 2019,) et des Etats-Unis (2019).
En 2020, Jean-Pierre Gagick devient le présentateur titulaire.

### Logos

Logo d'août 2013 au 14 octobre 2018.
Logo à partir du 21 octobre 2018.

## La maison Automoto
À partir d'octobre 2018, l'émission télévisée s'installe dans l'enceinte du circuit de Mortefontaine pour réaliser ses essais comparatifs automobiles sur le circuit routier. L'émission installe une base permanente dans un bâtiment renommé « La maison Auto Moto » pour y réaliser ses émissions studios avec Jean-Pierre Gagick à la présentation, en alternance avec Denis Brogniart, Jerôme Chont pour les essais et comparatifs, Anthony Beltoise qui réalise les essais chronométrés sur le circuit et Olivier Vitart, responsable du centre de formation de Mortefontaine, appelé le « tonton technique », pour les conseils et explications techniques. À cette occasion l'émission change de logo, adoptant les lettres « AM » en jaune sur fond noir.

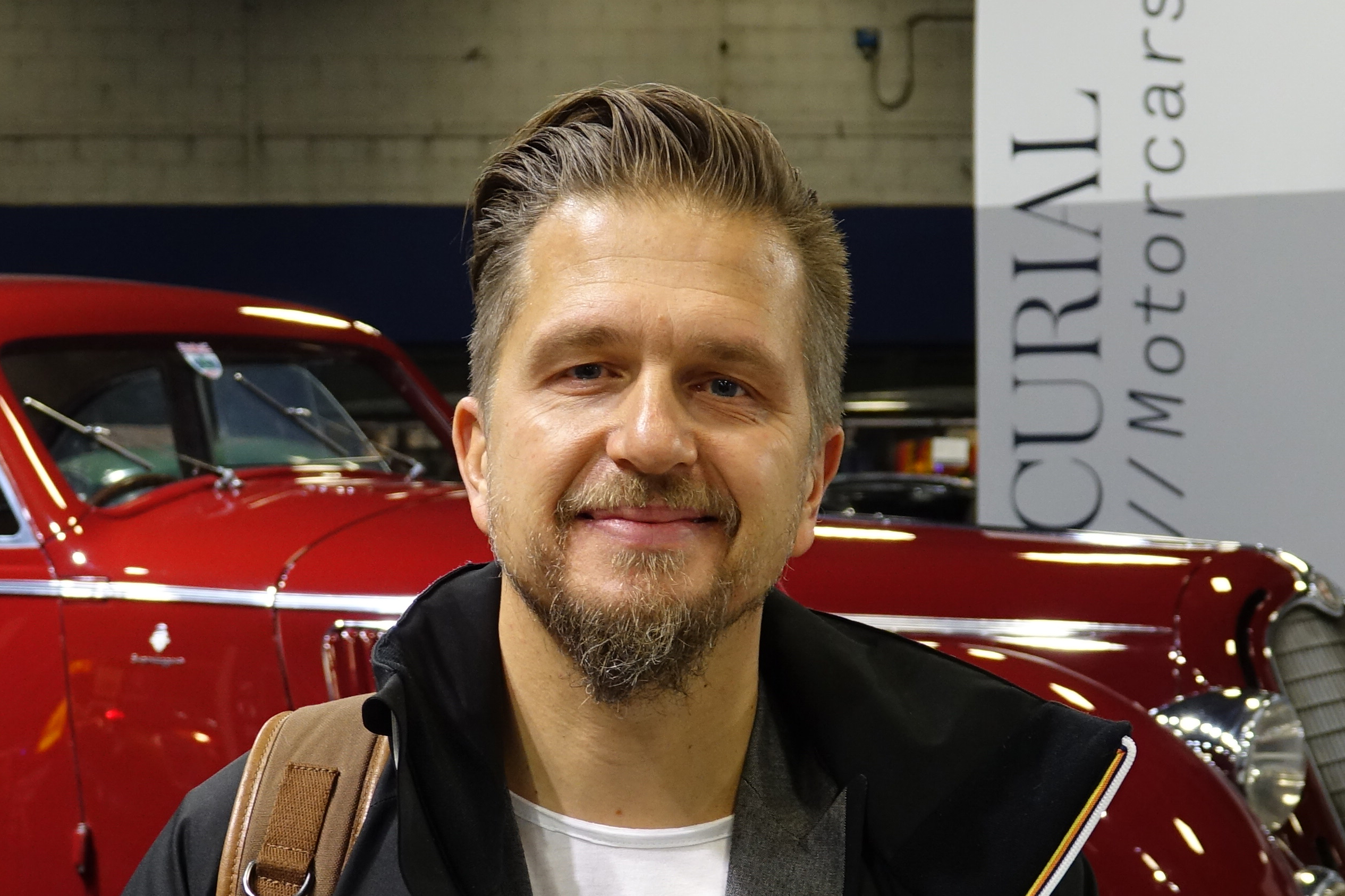
Jean-Pierre Gagick.
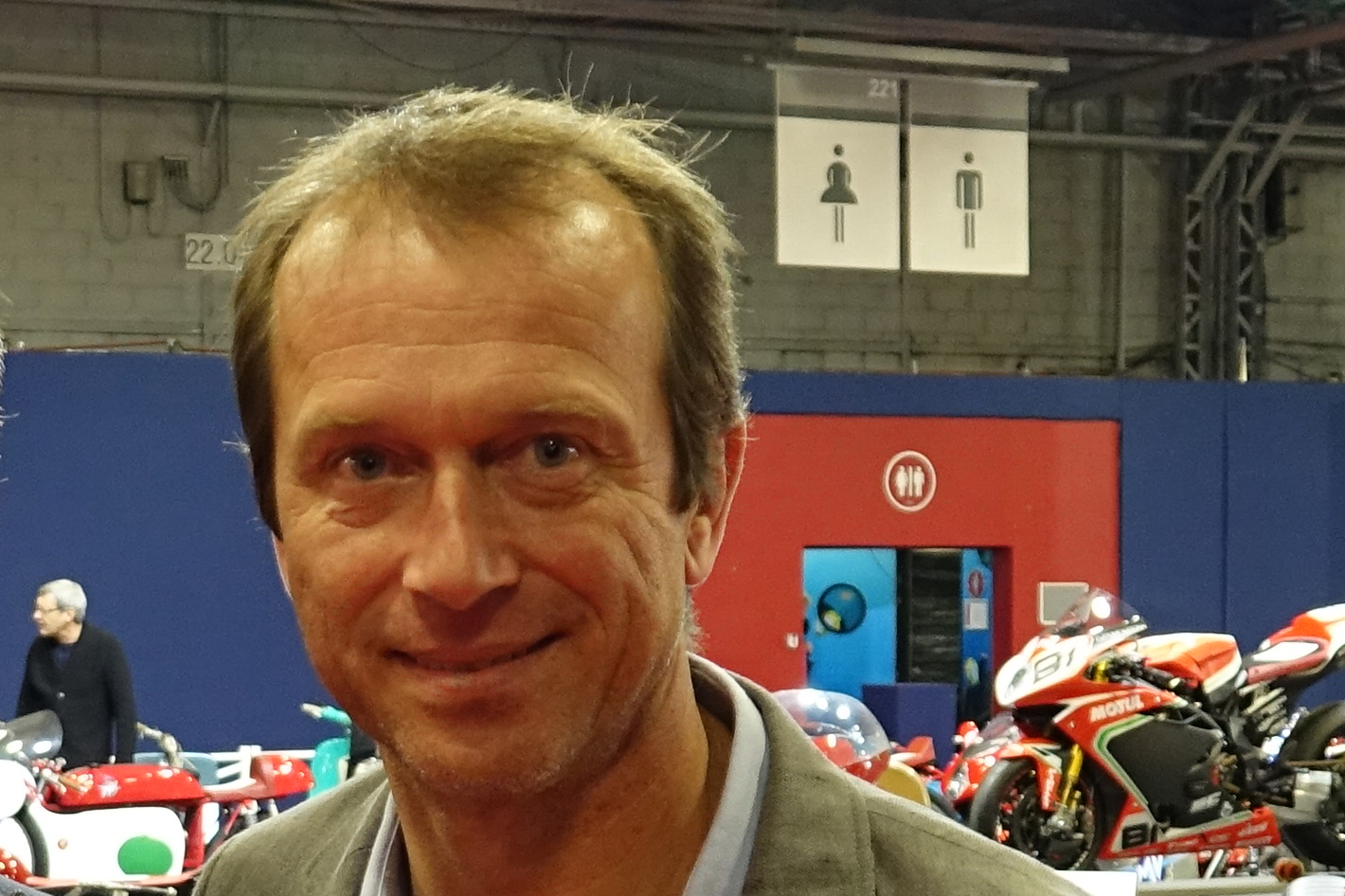
Anthony Beltoise.
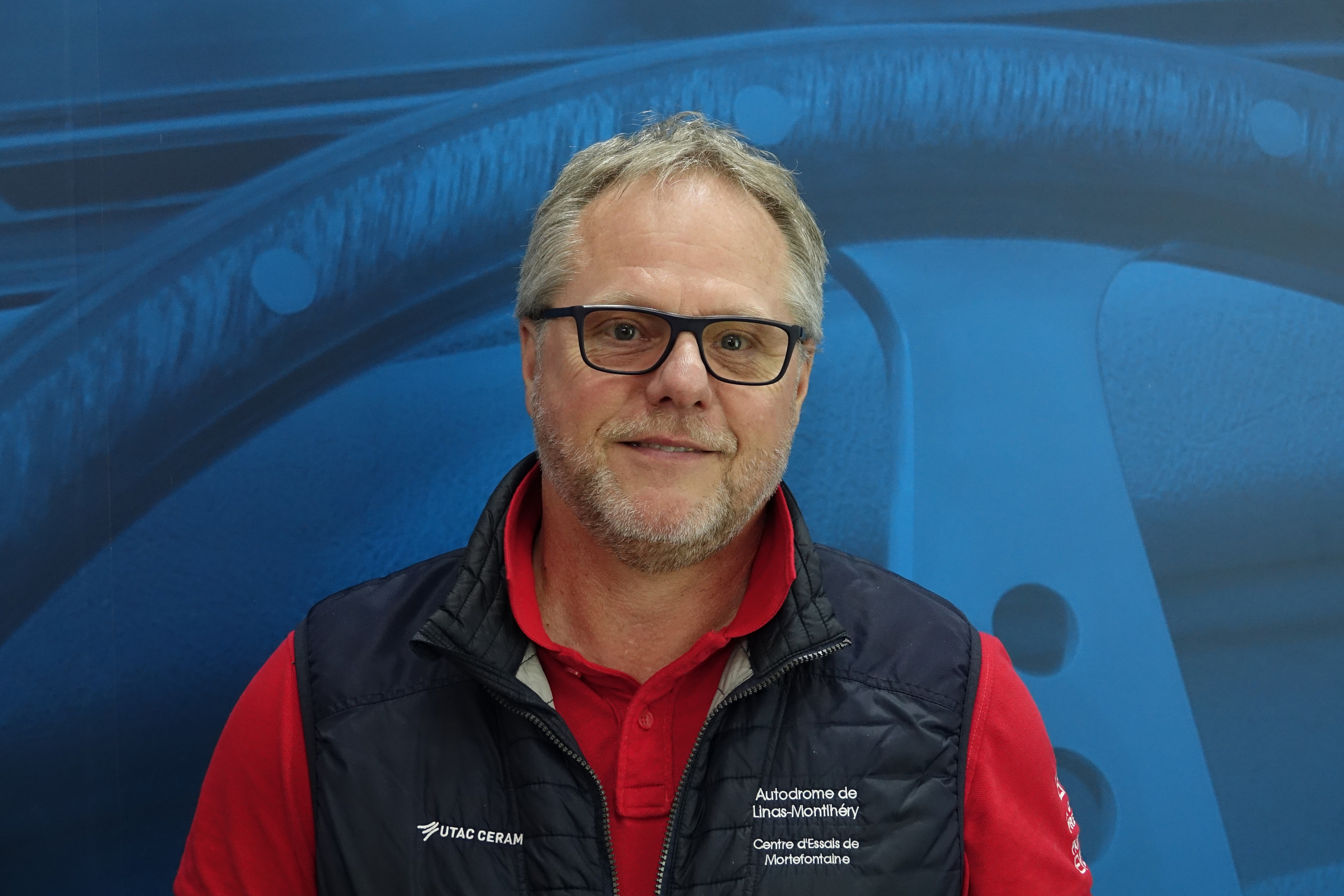
Olivier Vitart.

### Classement

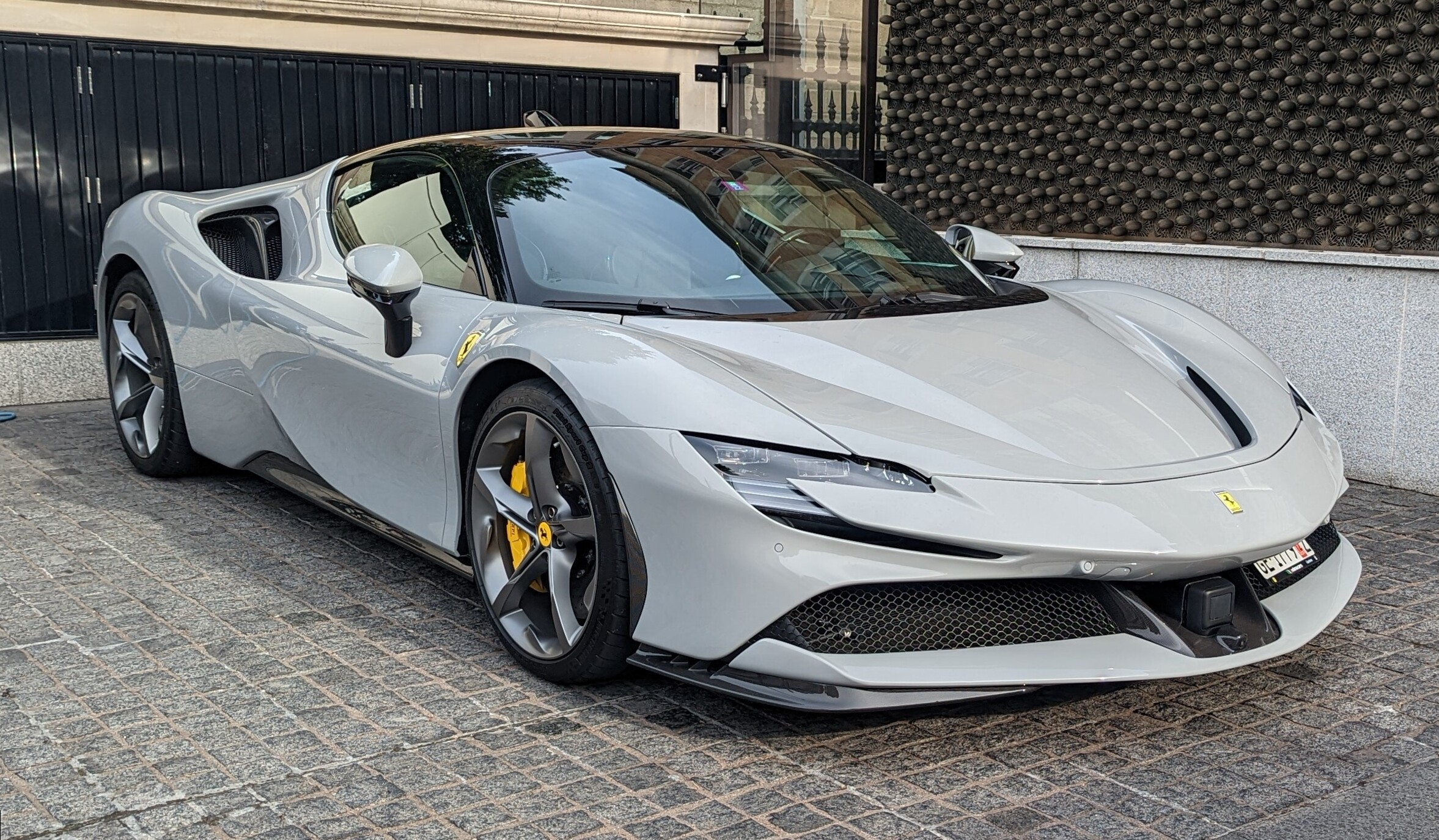
Ferrari SF90 Stradale Assetto Fiorano, du classement.

À l'image de l'émission Top Gear diffusée sur RMC Découverte, les essais comparatifs chronométrés sont réalisés sur un même tracé, le circuit routier de Mortefontaine de l'Utac pour Automoto, permettant d'établir un plan d’égalité entre les automobiles et un classement général. Les conditions météorologiques sont prises en compte dans le classement.
| Position | Temps          | Voiture                                         | Conditions météo |
| -------- | -------------- | ----------------------------------------------- | ---------------- |
| 1re      | 1 min 22 s 861 | Ferrari SF90 Stradale Assetto Fiorano           | sec              |
| 2e       | 1 min 23 s 371 | Ferrari 296 GTS                                 | sec              |
| 3e       | 1 min 24 s 703 | McLaren Senna                                   | sec              |
| 4e       | 1 min 25 s 818 | Porsche 911 GT2 RS                              | sec              |
| 5e       | 1 min 26 s 045 | Porsche 911 GT3 RS                              | sec              |
| 6e       | 1 min 26 s 398 | Lamborghini Huracán STO                         | sec              |
| 7e       | 1 min 27 s 109 | McLaren 720S                                    | sec              |
| 8e       | 1 min 27 s 201 | McLaren 600LT                                   | sec              |
| 9e       | 1 min 27 s 327 | McLaren 720S Spider                             | sec              |
| 10e      | 1 min 27 s 412 | Porsche 911 (992) GT3                           | sec              |
|          | 1 min 27 s 614 | Porsche 911 (992) Turbo S                       | sec              |
|          | 1 min 28 s 638 | Lamborghini Huracán Evo                         | sec              |
|          | 1 min 28 s 792 | Porsche 911 (992) Turbo S cabriolet             | sec              |
|          | 1 min 28 s 817 | Porsche 718 Cayman GT4 RS                       | sec              |
|          | 1 min 29 s 391 | Audi R8                                         | sec              |
|          | 1 min 30 s 111 | Mercedes-AMG GT R                               | sec              |
|          | 1 min 31 s 081 | Nissan GT-R Nismo                               | sec              |
|          | 1 min 31 s 138 | Porsche 992 S/T                                 | sec              |
|          | 1 min 31 s 926 | Mercedes-AMG GT63                               | sec              |
|          | 1 min 31 s 935 | Honda NSX                                       | sec              |
|          | 1 min 31 s 927 | Porsche 911 Carrera 4S (992)                    | sec              |
|          | 1 min 32 s 358 | Porsche 718 Cayman GT4                          | sec              |
|          | 1 min 32 s 440 | Alpine A110 R                                   | sec              |
|          | 1 min 32 s 776 | BMW M4                                          | sec              |
|          | 1 min 33 s 071 | Mercedes-AMG GT R                               | sec              |
|          | 1 min 33 s 574 | Alpine A110 S                                   | sec              |
|          | 1 min 34 s 219 | Jaguar F-Type SVR                               | sec              |
|          | 1 min 34 s 229 | BMW M2 CS                                       | sec              |
|          | 1 min 34 s 329 | Hyundai Ioniq 5 N                               | sec              |
|          | 1 min 34 s 346 | Alfa Romeo Giulia Quadrifoglio                  | sec              |
|          | 1 min 34 s 353 | Porsche 718 Cayman S                            | sec              |
|          | 1 min 34 s 462 | Audi TT RS                                      | sec              |
|          | 1 min 34 s 709 | Mercedes-AMG A 45 S                             | sec              |
|          | 1 min 34 s 890 | Lamborghini Urus                                | sec              |
|          | 1 min 35 s 304 | BMW M3 Compétition                              | sec              |
|          | 1 min 35 s 743 | BMW M240i                                       | sec              |
|          | 1 min 35 s 748 | BMW M2 Compétition                              | sec              |
|          | 1 min 35 s 803 | Alfa Romeo Stelvio Quadrifoglio                 | humide           |
|          | 1 min 35 s 887 | Renault R5 Turbo 3E                             | sec              |
|          | 1 min 35 s 995 | Audi RS3                                        | sec              |
|          | 1 min 36 s 132 | Mercedes GLC 63S AMG                            | humide           |
|          | 1 min 36 s 574 | BMW XM                                          | sec              |
|          | 1 min 36 s 690 | Ford Mustang Shelby GT500                       | sec              |
|          | 1 min 36 s 691 | Toyota GR Supra                                 | sec              |
|          | 1 min 37 s 010 | Mini John Cooper Works GP                       | sec              |
|          | 1 min 37 s 066 | Porsche Cayenne coupé TSE                       | sec              |
|          | 1 min 37 s 109 | Alpine A110                                     | sec              |
|          | 1 min 37 s 202 | Mercedes-AMG A 45 S                             | sec              |
|          | 1 min 37 s 305 | Renault Mégane RS Trophy R                      | sec              |
|          | 1 min 37 s 359 | Toyota Yaris GR                                 | sec              |
|          | 1 min 37 s 533 | Audi RSQ8                                       | sec              |
|          | 1 min 37 s 644 | Mercedes-AMG C63 S                              | sec              |
|          | 1 min 37 s 662 | Porsche 718 Cayman T                            | sec              |
|          | 1 min 37 s 698 | Renault Mégane RS Trophy                        | sec              |
|          | 1 min 38 s 054 | Honda Civic Type R Limited Edition              | sec              |
|          | 1 min 38 s 288 | Mini JCW GP                                     | sec              |
|          | 1 min 38 s 832 | Porsche 718 Cayman                              | sec              |
|          | 1 min 39 s 155 | Ford Mustang GT 5.0                             | sec              |
|          | 1 min 39 s 214 | Alfa Romeo 4C                                   | sec              |
|          | 1 min 40 s 082 | Volkswagen Golf R                               | sec              |
|          | 1 min 40 s 272 | Ford Mustang (VI) Mach 1                        | sec              |
|          | 1 min 40 s 729 | Range Rover Sport SVR                           | sec              |
|          | 1 min 41 s 335 | Tesla Model 3 Performance                       | humide           |
|          | 1 min 41 s 335 | Subaru WRX STI                                  | sec              |
|          | 1 min 42 s 369 | Ford Fiesta ST                                  | sec              |
|          | 1 min 42 s 372 | Porsche Panamera Turbo S E-Hybrid               | humide           |
|          | 1 min 42 s 401 | Renault Mégane RS                               | sec              |
|          | 1 min 42 s 534 | Peugeot 308 GTi                                 | sec              |
|          | 1 min 43 s 255 | Aston Martin Vantage F1 Edition                 | pluie            |
|          | 1 min 43 s 280 | Volkswagen Golf VII GTI                         | sec              |
|          | 1 min 43 s 280 | Volkswagen Golf VIII GTI                        | humide           |
|          | 1 min 43 s 691 | Audi RS6                                        | pluie            |
|          | 1 min 44 s 478 | Mini John Cooper Works                          | sec              |
|          | 1 min 44 s 776 | Hyundai i20 N                                   | sec              |
|          | 1 min 45 s 254 | Volkswagen Polo GTi                             | sec              |
|          | 1 min 45 s 940 | Ford Puma ST                                    | humide           |
|          | 1 min 45 s 983 | BMW M5 Competition                              | humide           |
|          | 1 min 46 s 075 | Mazda MX-5 IV                                   | sec              |
|          | 1 min 46 s 372 | Porsche Panamera Turbo S E-Hybrid Sport Turismo | pluie            |
|          | 1 min 46 s 499 | BMW Z4 III                                      | sec              |
|          | 1 min 46 s 751 | Mini Cooper S                                   | sec              |
|          | 1 min 47 s 390 | Porsche 718 Cayman S                            | humide           |
|          | 1 min 47 s 581 | Porsche 911 Carrera S (992)                     | pluie            |
|          | 1 min 49 s 073 | Lamborghini Aventador SVJ                       | pluie            |
|          | 1 min 49 s 226 | Alpine A110 S                                   | humide           |
|          | 1 min 50 s 986 | Hyundai i30N                                    | humide           |
|          | 1 min 52 s 025 | Mercedes-AMG A 35                               | humide           |
|          | 1 min 51 s 675 | Toyota GR Supra                                 | humide           |
|          | 1 min 52 s 331 | Seat León Cupra                                 | humide           |
|          | 1 min 52 s 136 | BMW M135i xDrive                                | humide           |
|          | 1 min 53 s 097 | Honda Civic Type R                              | pluie            |
|          | 1 min 53 s 154 | Mercedes-AMG GT S                               | pluie            |
|          | 1 min 53 s 650 | Ford Focus ST                                   | humide           |
|          | 1 min 55 s 089 | Aston Martin Vantage                            | pluie            |
|          | 1 min 57 s 902 | Volkswagen Golf VII GTI TCR                     | pluie            |
|          | 1 min 58 s 732 | Suzuki Swift Sport                              | humide           |
|          | 2 min 1 s 447  | Abarth 595                                      | humide           |
|          | 2 min 2 s 192  | Volkswagen up! GTi                              | humide           |

## Récompenses
En 1986 et 1996, l'émission a reçu le 7 d'or de la meilleure émission sportive.